# Антим Търновски
Вижте пояснителната страница за други личности с името Антим Върбанов.
Антим е висш български православен духовник, митрополит на Търновската епархия на Българската екзархия от 1891 до 1914 година.

## Биография
Роден в 1854 година в село Гложене, Тетевенско, със светското име Лило Кънчев Върбанов. Основното си образование получава в родното си село, след което постъпва като послушник в Гложенския манастир „Свети Георги“ при игуменството на хаджи Евтимий. В 1871 година в Гложенския манастир е подстриган в монашество от митрополит Антим Видински под името Антим. Скоро след това митрополит Антим го ръкополага за йеродякон. Учи в Тетевен и в Габровската гимназия, която завършва през 1875 година. От 1875 до 1881 година учи в Одеската семинария.
Завръща се в България и в 1881 – 1882 година учителства в Ломската гимназия. От следната учебна година преподава в Сливенската гимназия, където остава до 1885 година. Докато е в Сливен пише и издава учебник по библейска история и Православен катехизис.
В 1885 година екзарх Йосиф I Български го привиква в Османската империя и от учебната 1885 – 1886 година го назначава за преподавател в новооткритото Одринско свещеническо училище. На 30 август 1886 година в катедралата „Свети Стефан“ в Цариград митрополит Синесий Охридски го ръкополага за йероманах, а на 1 септември по решение на Светия синод е възведен в архимандритско достойнство от екзарх Йосиф I и е назначен за управляващ Лозенградската епархия. От 1 септември 1887 г. архимандрит Антим е протосингел на Одринската митрополия и инспектор на българските училища в Одринския вилает. От началото на октомври 1888 година, по молба на Антим Видински, е назначен за протосингел на Видинската митрополия. Митрополит Антим умира на 1 декември и управлението на епархията е поето от архимандрит Антим, като изпълнява длъжността до юни 1889 година.
От есента на 1889 година учи в Московската духовна академия, която завършва в 1892 година.
От 1892 до 1893 година е протосингел на Екзархията в столицата Цариград.
На 15 август 1893 година е ръкоположен за брегалнишки епископ и е назначен за управляващ Ловчанската епархия от името на екзарха. Управлява епархията в Ловеч до 6 февруари 1897 година, когато е назначен за викарий на митрополит Натанаил Пловдивски. Остава викарий в Пловдив но ноември 1901 година.
На 19 юли 1901 г. е избран за търновски митрополит на мястото на починалия митрополит Климент. Канонически утвърден е на 18 ноември 1901 година. През ноември 1902 година става член на Светия синод. Преживява катастрофалното земетресение в Търново през 1913 г., при което църквите са разрушени или повредени. Дарителят завещава 1500 лева на женското благотворително дружество „Радост“ за „подпомагане на благородните му задачи“.
Митрополит Антим умира на 24 март 1914 в София. Погребан е в катедралата „Рождество Богородично“ в Търново.